# Zdravstvena pravičnost
Zdravstvena pravičnost izhaja iz dostopa do socialnih determinant zdravja, zlasti iz bogastva, moči in ugleda. Posamezniki, ki so bili dosledno prikrajšani za te tri dejavnike, so znatno prikrajšani zaradi zdravstvenih neenakosti in se soočajo s slabšimi zdravstvenimi rezultati kot tisti, ki imajo dostop do določenih virov. Pravičnost ne pomeni preprosto zagotoviti vsakemu posamezniku enaka sredstva; to bi bila enakost. Da bi dosegli zdravstveno pravičnost, je treba sredstva dodeljevati na podlagi individualnih potreb.
Po mnenju Svetovne zdravstvene organizacije je »zdravje stanje popolne telesne, duševne in socialne blaginje in ne le odsotnost bolezni ali slabosti«. Kakovost zdravja in porazdelitev zdravja med ekonomskim in socialnim statusom v družbi lahko zagotovita vpogled v stopnjo razvoja znotraj te družbe. Zdravje je osnovna človekova pravica in človekova potreba, vse človekove pravice pa so med seboj povezane. Tako je treba o zdravju razpravljati skupaj z vsemi drugimi temeljnimi človekovimi pravicami.
Zdravstvena pravičnost je opredeljena kot premoščanje razlik v kakovosti zdravja in zdravstvenega varstva med različnimi populacijami. Zdravstvena pravičnost se razlikuje od zdravstvene enakosti, saj se nanaša na odsotnost razlik v nadzorovanih ali popravljivih vidikih zdravja. Popolne enakosti v zdravju ni mogoče doseči, saj obstajajo nekateri dejavniki zdravja, na katere človek ne more vplivati. Gre za vrsto družbene nepravičnosti. Če ena populacija umre mlajša od druge zaradi genetskih razlik, nepopravljivega/nadzorovanega dejavnika, običajno rečemo, da obstaja neenakost v zdravju. Če pa ima prebivalstvo nižjo pričakovano življenjsko dobo zaradi pomanjkanja dostopa do zdravil, bi to stanje označili kot zdravstveno nepravičnost. To lahko vključuje razlike v »prisotnosti bolezni, zdravstvenih izidih ali dostopu do zdravstvenega varstva«:3 med populacijami, ki se razlikujejo v rasi, etnični pripadnosti, spolu, spolni usmerjenosti, invalidnosti ali socialno-ekonomskem položaju. Čeprav je pomembno razlikovati med zdravstveno pravičnostjo in enakostjo, je zdravstvena enakost bistvenega pomena za začetek doseganja zdravstvene pravičnosti. Pomen pravičnega dostopa do zdravstvene oskrbe je bil naveden kot ključen za doseganje številnih razvojnih ciljev tisočletja.